# Fabian Picardo
Fabian Picardo (Gibraltar, 18 de fevereiro de 1972) é um político e advogado do Gibraltar. Ele é o ministro-chefe do Gibraltar. Foi eleito como líder do Partido Trabalhista Socialista do Gibraltar em abril de 2011, substituindo o antigo líder Joe Bossano. Em dezembro de 2011, ele foi eleito ministro-chefe do Gibraltar, substituindo Peter Caruana. Após as eleições gerais de 2015 do Gibraltar que foram no dia 26 de novembro de 2015, Picardo foi re-eleito para um novo mandato de quatro anos no Gibraltar.

## Primeiros anos
Picardo nasceu em uma família de classe trabalhadora. Ele estudou Direito na Faculdade de Oriel na Universidade de Oxford. Seus contemporâneos em Oxford incluíram o ex-primeiro-ministro do Reino Unido, David Cameron e o Chanceler do Tesouro, George Osborne. Em 1993, graduou-se com um grau na Jurisprudência da Faculdade de Oriel.
Quando conseguiu a sua qualificação ele voltou para Gibraltar e se juntou a Hassans em 1994, de onde ele foi parceiro por mais de 10 anos, apenas deixou o cargo depois de ser eleito Ministro-Chefe, Fabian Picardo também executou o programa de escola de verão da Hassans. Ele já apareceu em vários tribunais de Gibraltar, incluindo o Comitê Judicial do Conselho Privado e do Tribunal Europeu dos Direitos Humanos, em Estrasburgo. Ele foi chamado para o Governo de Gibraltar, nas Ilhas Virgens Britânicas e tem trabalhado bastante nos países da Commonwealth.

## Carreira política
Em 1991, Fabian Picardo foi um dos fundadores do Partido Nacional do Gibraltar, agora o Partido Liberal. No entanto, em 2003 ele deixou o Partido Liberal e se juntou ao GSLP. Naquele ano, ele manteve-se como um candidato nas eleições gerais de Gibraltar e foi eleito como membro do Parlamento. Em sua primeira eleição, ele ficou em segundo lugar para o líder do partido Joe Bossano na lista GSLP. Ele assumiu a liderança do GSLP de Joe Bossano em abril de 2011, quando o líder socialista veterano ficou para baixo (embora ele continua a ser um MP e é o Ministro do Emprego no governo atual). Em dezembro de 2011 Picardo liderou a coalizão GSLP Liberal no Governo e é agora o sétimo ministro-chefe de Gibraltar. Dr. Joseph Garcia tem sido líder do GNP e agora dos liberais de Gibraltar desde a criação do partido e, portanto, durante o período em que Fabian Picardo era membro.

## Ministro Chefe

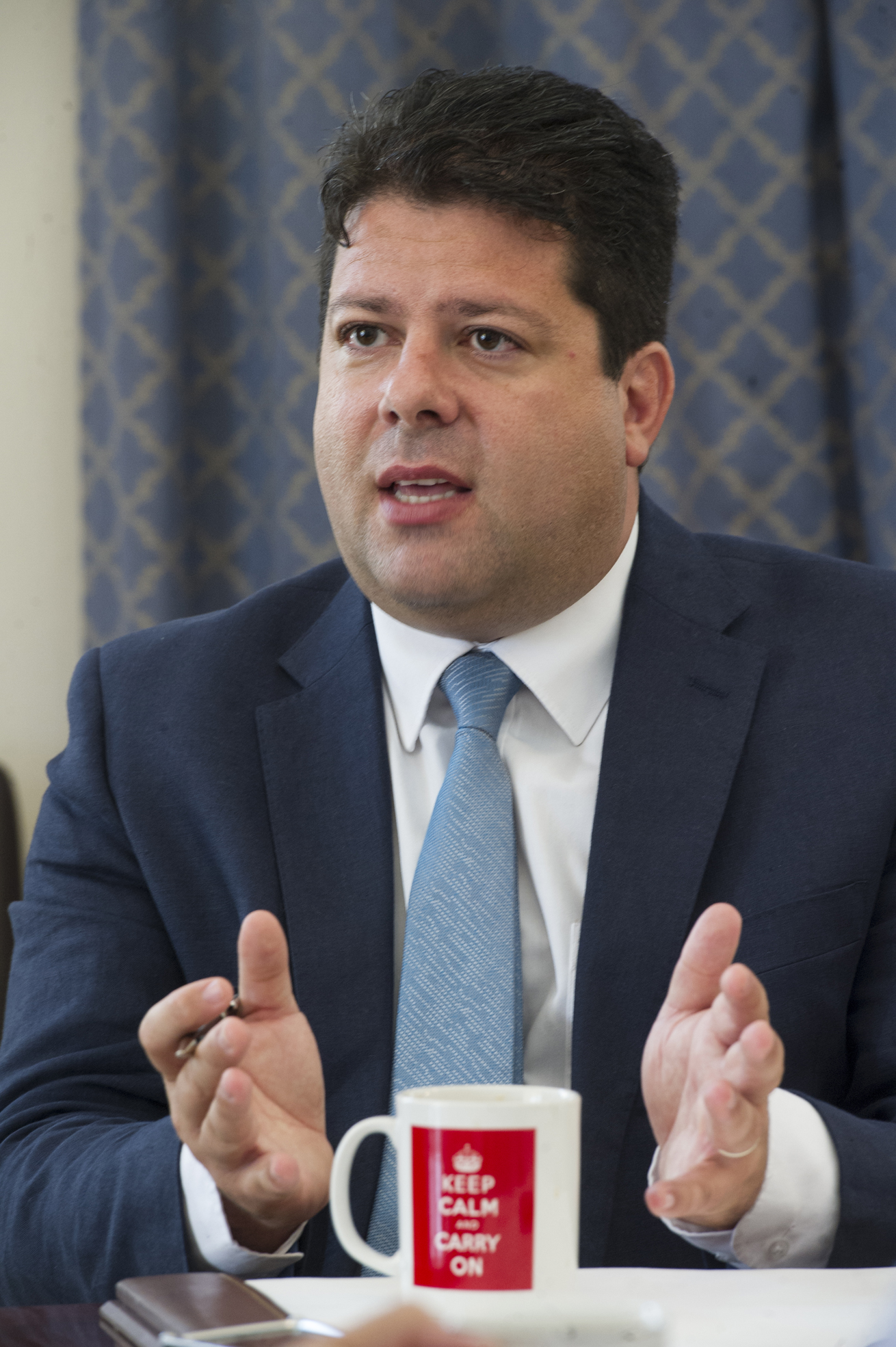
Fabian Picardo no seu escritório

Desde que Fabian Picardo tornou-se Ministro Chefe, ele promoveu uma mudança na percepção do Gibraltar internacionalmente. As relações com o Reino Unido têm sido melhoradas, com o primeiro-ministro David Cameron e Ministro dos Negócios Estrangeiros, William Hague, tem seu apoiado o Gibraltar contra qualquer agressão da Espanha e na defesa do direito dos cidadãos do Gibraltar à auto determinar seu próprio futuro. Picardo foi o primeiro ministro-chefe de Gibraltar a ser convidado para uma série de reuniões com o primeiro-ministro. Picardo tenta tirar o Gibraltar da lista de colônias da ONU. Ele também participou da segunda posse de Barack Obama como presidente dos Estados Unidos em Washington DC em 2013 e abriu as ligações com o governo norte-americano e os líderes do Congresso. Fabian Picardo desempenha um papel ativo no apoiando o Gibraltar em Bruxelas, na UE, e no Parlamento Europeu. Picardo tem declarado em relação ao Gibraltar: "Estou na política porque acredito em proteger ao Gibraltar, lugar onde eu cresci e torná-lo mais forte na comunidade internacional de nações "Eu quero ver a qualidade de vida dos cidadãos do Gibraltar melhorar e eu quero ver Gibraltar permanecer britânica como uma garantia para o nosso futuro em matéria de educação, o estado de direito e a qualidade da nossa democracia."
O Governo Liberal de Picardo foi eleito em 2011, vencendo por uma margem estreita na base de um manifesto muito ambicioso. O Governo alegou que está cumprindo algumas das suas promessas e sua popularidade se refletiu em uma vitória eleitoral em julho de 2013, que viu o candidato GSLP vencer com 50 por cento dos votos e uma maioria de dez por cento sobre o GSD. No entanto, tem havido fortes críticas em Gibraltar ao longo do governo de Picardo porque ele muitas vezes se recusou a responder perguntas feitas pela oposição. A campanha pelo Partido Popular espanhol contra Gibraltar, que começou em agosto de 2013, tem visto um grande aumento no apoio aos direitos do povo de Gibraltar. Picardo, juntamente com o Governo britânico, já deixou claro que ele vai se levantar para defender o Gibraltar e ainda assim ele constantemente deixou claro que ele está totalmente preparado para se envolver em discussões com a Espanha sobre problemas comuns e oportunidades para o benefício de ambas as comunidades.